# Лі (округ, Вірджинія)
Шаблон:StateAbbr_ 36°43′ пн. ш. 83°08′ зх. д. / 36.71° пн. ш. 83.13° зх. д.
Округ  Лі (англ. Lee County) — округ (графство) у штаті  Вірджинія, США. Ідентифікатор округу 51105.

## Історія
Округ утворений 1792 року.

## Демографія
За даними перепису 2000 року загальне населення округу становило 23589 осіб, зокрема міського населення було 128, а сільського — 23461. Серед мешканців округу чоловіків було 11444, а жінок — 12145. В окрузі було 9706 домогосподарств, 6856 родин, які мешкали в 11086 будинках. Середній розмір родини становив 2,91.
Віковий розподіл населення поданий у таблиці:
| Стать    | До 15 років | 15-21 | 22-29 | 30-39 | 40-49 | 50-65 | 65-85 | Понад 85 |
| -------- | ----------- | ----- | ----- | ----- | ----- | ----- | ----- | -------- |
| Чоловіки | 2272        | 1052  | 1106  | 1552  | 1826  | 2151  | 1367  | 118      |
| Жінки    | 2165        | 1001  | 1119  | 1619  | 1812  | 2273  | 1842  | 314      |

## Суміжні округи
- Гарлан, Кентуккі — північ
- Вайз — північний схід
- Скотт — схід
- Генкок, Теннессі — південь
- Клейборн, Теннессі — південь, південний захід
- Белл, Кентуккі — захід

## Виноски
1. ↑  U.S. Decennial Census. United States Census Bureau. Архів оригіналу за 26 квітня 2015. Процитовано 3 січня 2014.
2. ↑  Historical Census Browser. University of Virginia Library. Архів оригіналу за 11 серпня 2012. Процитовано 3 січня 2014.
3. ↑  Population of Counties by Decennial Census: 1900 to 1990. United States Census Bureau. Архів оригіналу за 15 грудня 2013. Процитовано 3 січня 2014.
4. ↑  Census 2000 PHC-T-4. Ranking Tables for Counties: 1990 and 2000 (PDF). United States Census Bureau. Архів оригіналу (PDF) за 18 грудня 2014. Процитовано 3 січня 2014.
5. ↑  County Population Totals and Components of Change: 2010-2018. Архів оригіналу за 18 квітня 2019. Процитовано 25 травня 2019.
6. ↑  American FactFinder. Бюро перепису населення США. Архів оригіналу за 26 лютого 2012. Процитовано 31 січня 2008.

| США | Це незавершена стаття з географії США. Ви можете допомогти проєкту, виправивши або дописавши її. |